# Championnats du monde d'aviron 2000
Navigation
Édition précédente Édition suivante
Les 23es Championnats du monde d'aviron se tiennent du 1er août au 6 août 2000 à Zagreb, en Croatie.

## Podiums

### Hommes
| Épreuves                           | Or | Or            | Argent | Argent        | Bronze | Bronze        |
| ---------------------------------- | --- | ------------- | --- | ------------- | --- | ------------- |
| Skiff poids légers LM1x            | Tchéquie • Michal Vabroušek | 7 min 21 s 32 | Irlande • Sam Lynch | 7 min 22 s 02 | Slovaquie • Luboš Podstupka | 7 min 27 s 94 |
| Deux de pointe poids légers LM2-   | Canada • Ben Storey • Edward Winchester | 6 min 49 s 55 | Royaume-Uni • Peter Haining • Nick Strange | 6 min 50 s 18 | Danemark • Morten Hansen Skov • Jesper Krogh | 6 min 50 s 26 |
| Deux de pointe avec barreur M2+    | États-Unis • Matthew Guerrieri • Kurt Borcherding • Nicholas Anderson                                                                                         | 7 min 07 s 15 | Roumanie • Daniel Mastacan • Nicolaie Taga • Marin Gheorghe                                                                                        | 7 min 10 s 11 | France • Vincent Maliszewski • Bernard Roche • Anthony Cornet                                                                                            | 7 min 10 s 66 |
| Quatre de couple poids légers LM4x | Japon • Hitoshi Hase • Takehiro Kubo • Kazuaki Mimoto • Daisaku Takeda                                                                                        | 6 min 06 s 43 | Italie • Simone Forlani • Daniele Gilardoni • Franco Sancassani • Mauro Baccelli                                                                   | 6 min 08 s 84 | Espagne • Juan Luis Aguirre Barco • Ruben Alvarez Hoyos • Alberto Dominguez Lorenzo • Juan Zunzunegui Guimerans                                          | 6 min 09 s 34 |
| Quatre de pointe avec barreur M4+  | Royaume-Uni • Rick Dunn • Toby Garbett • Graham Smith • Steve Williams • Alistair Potts                                                                       | 6 min 16 s 81 | États-Unis • Ben Holbrooki • James Neil • Garrett Klugh • Ryan Torgerson • Jeffrey Lindy                                                           | 6 min 18 s 53 | Allemagne • Lars Erdmann • Wolfram Huhn • Lars Krisch • Andreas Werner • Joerg Dederding                                                                 | 6 min 21 s 57 |
| Huit poids légers LM8+             | États-Unis • Erik Miller • David Mack • John Cashman • Gabe Winkler • William Fedyna • Martin Schwartz • Angus Maclaurin • Steve Warner • Joshua Fien-Helfman | 5 min 55 s 04 | Royaume-Uni • Phil Baker • Matt Beechey • James Brown • Ned Kittoe • Stephen Lee • James McGarva • Jim McNiven • Tim Middleton • Christian Cormack | 5 min 58 s 06 | Australie • Andrew Black • Shane Broad • Andrew Butler • Benjamin Ben Cureton • Glen Loftus • Karl Parker • Matt Russel • Michael Wiseman • Kenneth Chan | 5 min 59 s 70 |

### Femmes
| Épreuves                           | Or                                                                           | Or            | Argent                                                                  | Argent        | Bronze                                                                               | Bronze        |
| ---------------------------------- | ---------------------------------------------------------------------------- | ------------- | ----------------------------------------------------------------------- | ------------- | ------------------------------------------------------------------------------------ | ------------- |
| Skiff poids légers LW1x            | Finlande Laila Finska-Bezerra                                                | 8 min 13 s 50 | Allemagne Angelika Brand                                                | 8 min 20 s 53 | Irlande Sinead Jennings                                                              | 8 min 24 s 30 |
| Quatre de pointe W4-               | Biélorussie Iryna Bazyleuskaya Natallia Helakh Olga Tratsevskaya Marina Znak | 6 min 44 s 90 | Pologne Aneta Belka Honorata Motylewska Iwona Tybinkowska Iwona Zygmunt | 6 min 47 s 16 | Roumanie Marioara Ciobanu-Popescu Crina Serediuc Doina Spîrcu Aurica Barascu-Chirita | 6 min 49 s 90 |
| poids légers LW2-                  | Royaume-Uni Malindi Myers Miriam Taylor                                      | 7 min 32 s 93 | États-Unis Stacey Borgman Catherine Humblet                             | 7 min 35 s 80 | Allemagne Janet Raduenzel Gunda Reimers                                              | 7 min 49 s 94 |
| Quatre de couple poids légers LW4x | Allemagne Maja Darmstadt Michelle Darvill Anna Kleinz Karin Stephan          | 6 min 54 s 16 | Australie Eliza Blair Sally Causby Amber Halliday Catriona Roach        | 6 min 56 s 78 | Chine Tan Meiyun Wang Yanni • Sun Yue Song Xiujuan                                   | 6 min 58 s 21 |

## Tableau des médailles
| Rang  | Nation      | Or | Argent | Bronze | Total |
| ----- | ----------- | -- | ------ | ------ | ----- |
| 1     | États-Unis  | 2  | 2      | 0      | 4     |
| 1     | Royaume-Uni | 2  | 2      | 0      | 4     |
| 3     | Allemagne   | 1  | 1      | 2      | 4     |
| 4     | Japon       | 1  | 0      | 0      | 1     |
| 4     | Canada      | 1  | 0      | 0      | 1     |
| 4     | Finlande    | 1  | 0      | 0      | 1     |
| 4     | Tchéquie    | 1  | 0      | 0      | 1     |
| 4     | Biélorussie | 1  | 0      | 0      | 1     |
| 9     | Australie   | 0  | 1      | 1      | 2     |
| 9     | Irlande     | 0  | 1      | 1      | 2     |
| 9     | Roumanie    | 0  | 1      | 1      | 2     |
| 12    | Italie      | 0  | 1      | 0      | 1     |
| 12    | Pologne     | 0  | 1      | 0      | 1     |
| 14    | France      | 0  | 0      | 1      | 1     |
| 14    | Chine       | 0  | 0      | 1      | 1     |
| 14    | Espagne     | 0  | 0      | 1      | 1     |
| 14    | Slovénie    | 0  | 0      | 1      | 1     |
| 14    | Danemark    | 0  | 0      | 1      | 1     |
| TOTAL | TOTAL       | 10 | 10     | 10     | 30    |